# Takumi Obara
Takumi Obara –en japonés, 小原工, Obara Takumi– (Yonago, 9 de febrero de 1967) es un deportista japonés que compitió en triatlón. Ganó dos medallas de oro en el Campeonato Asiático de Triatlón en los años 1997 y 1998.

## Palmarés internacional
| Campeonato Asiático | Campeonato Asiático        | Campeonato Asiático | Campeonato Asiático |
| Año                 | Lugar                      | Medalla             | Prueba              |
| ------------------- | -------------------------- | ------------------- | ------------------- |
| 1997                | Bahía de Súbic (Filipinas) | Medalla de oro      | Individual          |
| 1998                | Changi (Singapur)          | Medalla de oro      | Individual          |